# Elsoff (Bad Berleburg)
Elsoff is een plaats in de Duitse gemeente Bad Berleburg, deelstaat Noordrijn-Westfalen, en telt 661 inwoners (2008).

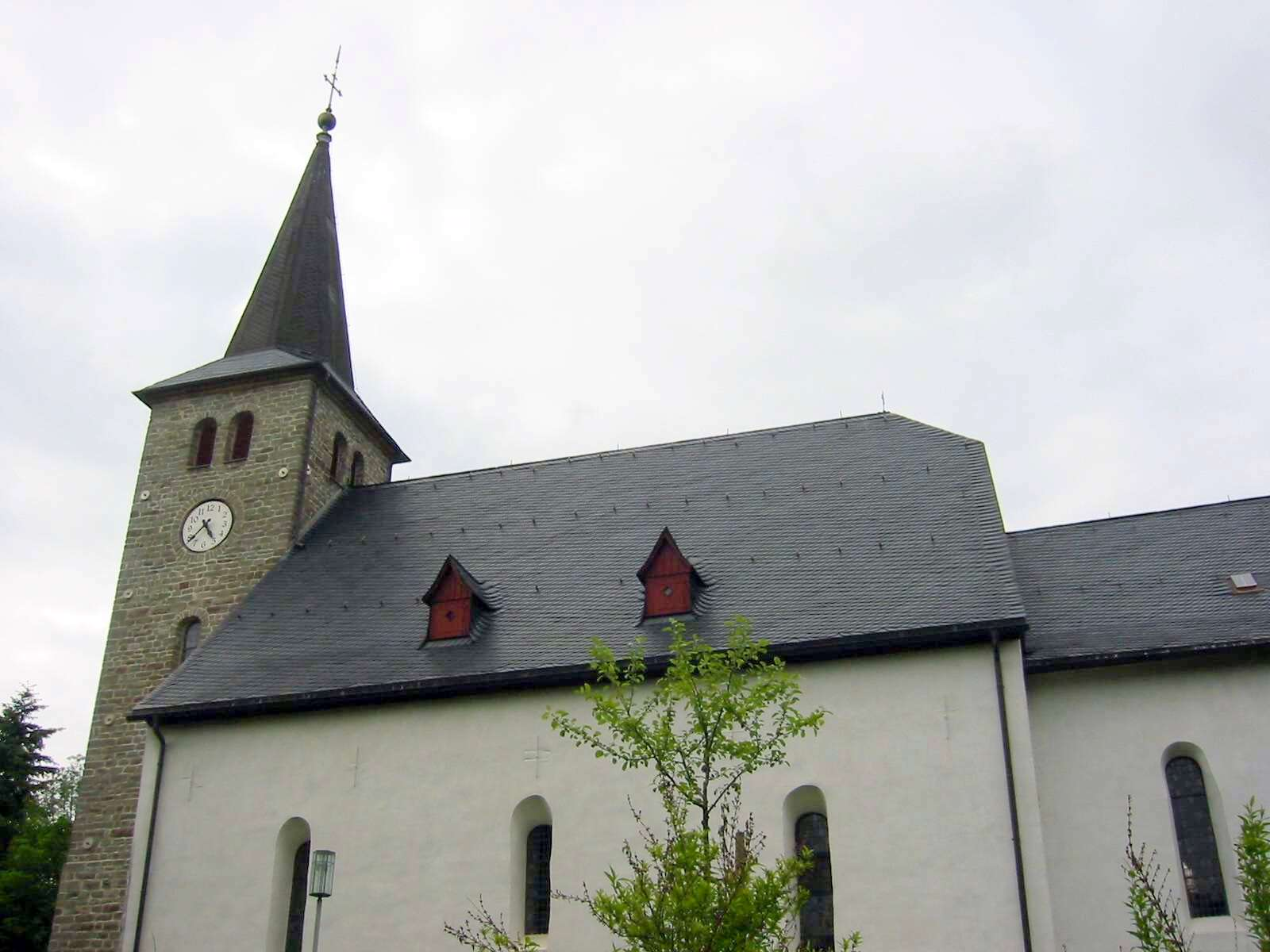
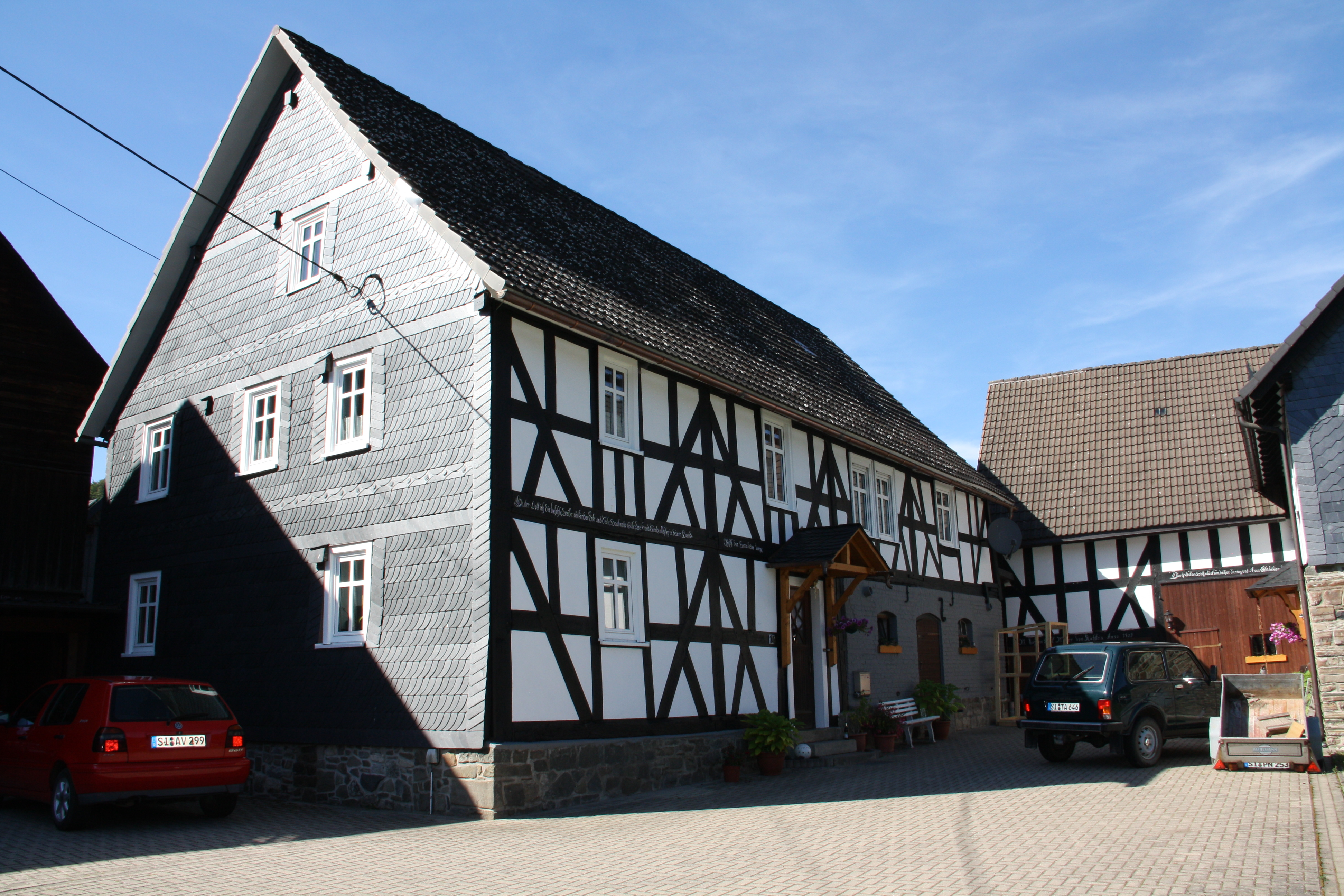